# Córdoba (kommun i Colombia, Quindío, lat 4,38, long -75,67)
Córdoba är en kommun i Colombia.   Den ligger i departementet Quindío, i den centrala delen av landet, 180 km väster om huvudstaden Bogotá. Antalet invånare är 5 434.